# Городня (город)
Городня́ (укр. Городня) — город в Черниговском районе Черниговской области Украины, административный центр Городнянской городской общины. До 17 июля 2020 года был административным центром Городнянского района.

## Географическое положение
Протекает река Чибриж. На реке создано два пруда. В городе расположен парк-памятник садово-паркового искусства местного значения «Городнянский парк» площадью 10 га и памятник природы местного значения Сквер Городнянский площадью 1 га.

## История
Поселение впервые упомянуто в письменных источниках начала XVII века.
В составе Речи Посполитой селение носило название Хвоща. Словом городня обозначались места городищ, селищ, оборонительных сооружений, капищ. Также городней называли деревянный сруб, ограду.
В 1648 году, после начала восстания Хмельницкого, запорожские казаки вместе с жителями Городни разгромили здесь отряд польской шляхты под командованием князя Радзивилла, но вскоре после этого Городня была взята и разорена польскими войсками.

### 1654—1917
В 1654 году вместе с Левобережной Украиной Городня вошла в состав Русского царства. Первоначально входила в Седневскую сотню Черниговского полка. В 1705 получила статус сотенного городка Городнянской сотни Черниговского полка.
В 1781 году Городня стала уездным городом Черниговского наместничества, в 1797 году — оставлена за штатом, в 1802 году — стала уездным городом Городнянского уезда Черниговской губернии.
В XVIII веке в Городне было сооружено три церкви.
В 1814 году основано дворянское училище (с 1913 г. — Городнянское высшее начальное училище).
В ходе строительства Либаво-Роменской железной дороги здесь была построена железнодорожная станция. В январе 1874 года перегон Гомель — Бахмач, на котором находилась станция, был введён в эксплуатацию.
По состоянию на 1890 год, численность населения Городни составляла 3844 человек, здесь действовали 2 кирпичных, 3 дубильных и 2 кожевенных завода, а также 56 лавок, 7 постоялых дворов, 3 винных лавки и 4 водочных подвала. Поселение являлось местом проведения ярмарок с общим оборотом в 400 тыс. рублей (торговля шла преимущественно кустарными, горшечными и кожевенными товарами). В Городне была большая еврейская община, действовали две синагоги.
В 1905 году в Городне возникла социал-демократическая ячейка.
4 мая 1917 года здесь началось издание местной газеты.
В декабре 1917 года в Городне была установлена Советская власть.

### 1918—1991
После образования в 1923 году Городнянского района Городня стала районным центром.
В ходе Великой Отечественной войны 28 августа 1941 года Городня была оккупирована наступавшими немецкими войсками. Первым мероприятием была строгая изоляция евреев. Начал утверждаться жестокий режим террора. Особенно трагическим был день 20 декабря, когда по приказу начальника районной комендатуры полицейские загнали евреев в тюрьму и на рассвете во дворе у кирпичного забора расстреляли 82 человека. Они похоронены в братской могиле у стен бывшей тюрьмы.
В период оккупации в посёлке и районе действовали подпольный райком КП(б)У, патриотическая подпольная группа и партизаны из партизанского соединения С. А. Ковпака. 24 сентября 1943 года посёлок был освобождён наступавшими советскими войсками.
В 1951 году, вблизи города был введён в эксплуатацию аэродром Городня.
По состоянию на начало 1952 года здесь действовали маслодельный завод, льнообрабатывающий завод, открытое в 1950 году педагогическое училище, две средние школы, семилетняя школа, начальная школа, школа садоводов и Дом культуры.
В 1957 году Городня получила статус города.
В январе 1959 года численность населения составляла 8842 человек.
По состоянию на начало 1972 года, в городе действовали маслозавод, льнообрабатывающий завод и обозный завод.
В 1980 году в городе действовали: телевизионный завод «Агат», маслодельный завод, льнозавод, обозный завод, кирпичный завод, хлебный завод, комбикормовый завод, пищекомбинат, торфопредприятие, межколхозная строительная организация, лесхоззаг, райсельхозтехника, комбинат бытового обслуживания, 5 общеобразовательных школ, музыкальная школа, больница, детский санаторий, Дом культуры, 4 клуба, кинотеатр и две библиотеки.
В январе 1989 года численность населения составляла 15 092 человек, крупнейшими предприятиями являлись маслозавод и льнозавод.

### После 1991
В мае 1995 года Кабинет министров Украины утвердил решение о приватизации находившихся в городе АТП-17438, телевизионного завода «Агат», льнозавода и комбикормового завода, в июле 1995 года было утверждено решение о приватизации райсельхозтехники и завода продтоваров. В октябре 1995 года было утверждено решение о приватизации механического завода.
Постановлением Верховного совета Украины № 2425-III от 17.05.2001 года «Про изменение границ города Городня Городнянского района Черниговской области» (Про зміну меж міста Городня Городнянського району Чернігівської області) в черту города были включены 290,9 га земель Городнянского горсовета, 11,4 га земель Хриповского сельсовета, и утверждены границы города с общей площадью 1 220,1 га.

## Население
По состоянию на 1 января 2013 года численность населения составляла 12 558 человек.

### Языковой состав
Родной язык населения по данным переписи 2001 года:
| Язык       | Численность, чел. | Доля     |
| ---------- | ----------------- | -------- |
| Украинский | 12 049            | 86,14 %  |
| Русский    | 1 876             | 13,41 %  |
| Другие     | 62                | 0,45 %   |
| Итого      | 13 987            | 100,00 % |

## Экономика
Промышленность:  комбикормовый, Городнянский механический завод, маслозавод, льнозавод, деревообрабатывающий завод, торфопредприятие, пищевой комбинат.

## Социальная сфера
- образование: общеобразовательные школы, музыкальная школа; гимназия
- здравоохранение и рекреация: больница, детский санаторий, стадион;
- культура: дом культуры, 4 клуба, 2 библиотеки, Городнянский народный историко-краеведческий музей;
- еженедельная районная газета «Новини Городнянщини»

## Известные люди
В Городне родились хирург Н. М. Волкович, художники А. М. Лопухов, И. А. Серебряный и Герои Советского Союза А. П. Жижкун, Б. Ф. Калач и И. С. Юфа, а также А. И. Аринштейн (род.1913) — советский селекционер, генетик
В Городне вырос бывший Премьер-министр Украины Алексей Гончарук.

## Города-побратимы
- Эстония: Йыхви